# Laval-en-Belledonne
Laval-en-Belledonne es una población y comuna francesa, en la región de Ródano-Alpes, departamento de Isère, en el distrito de Grenoble y cantón de Domène.
Está cerca de una estación de esquí, llamada Les Sept Laux.

## Demografía
| 467 | 448 | 450 | 422 | 525 | 805 |
| Para los censos de 1962 a 1999 la población legal corresponde a la población sin duplicidades (Fuente: INSEE [Consultar]) |     |     |     |     |     |